# Vanderley Lázaro
Vanderley Lázaro, genannt Vanderlei, (* 20. Juni 1947 in Uberaba) ist ein ehemaliger brasilianischer Fußballspieler. Er gewann in seiner Karriere verschiedene nationale sowie internationale Meisterschaften.
Der Spieler trat hauptsächlich für den Cruzeiro EC aus Belo Horizonte an. Für die Füchse aus Minas Gerais soll er in verschiedenen Wettbewerben 538 Spiele bestritten und 14 Tore erzielt haben. Vanderlei war Teil der Mannschaft des Cruzeiro EC, die im  Finale des Weltpokals 1976 dem FC Bayern München unterlag.
Er gehörte zum Kader Brasiliens bei der Copa América 1975, wurde allerdings nicht eingesetzt.

## Erfolge
Cruzeiro
- Copa Libertadores: 1976
- Staatsmeisterschaft von Minas Gerais: 1968, 1969, 1972, 1973, 1974, 1975, 1977
- Staatspokal von Minas Gerais: 1973